# Salomon Halpert

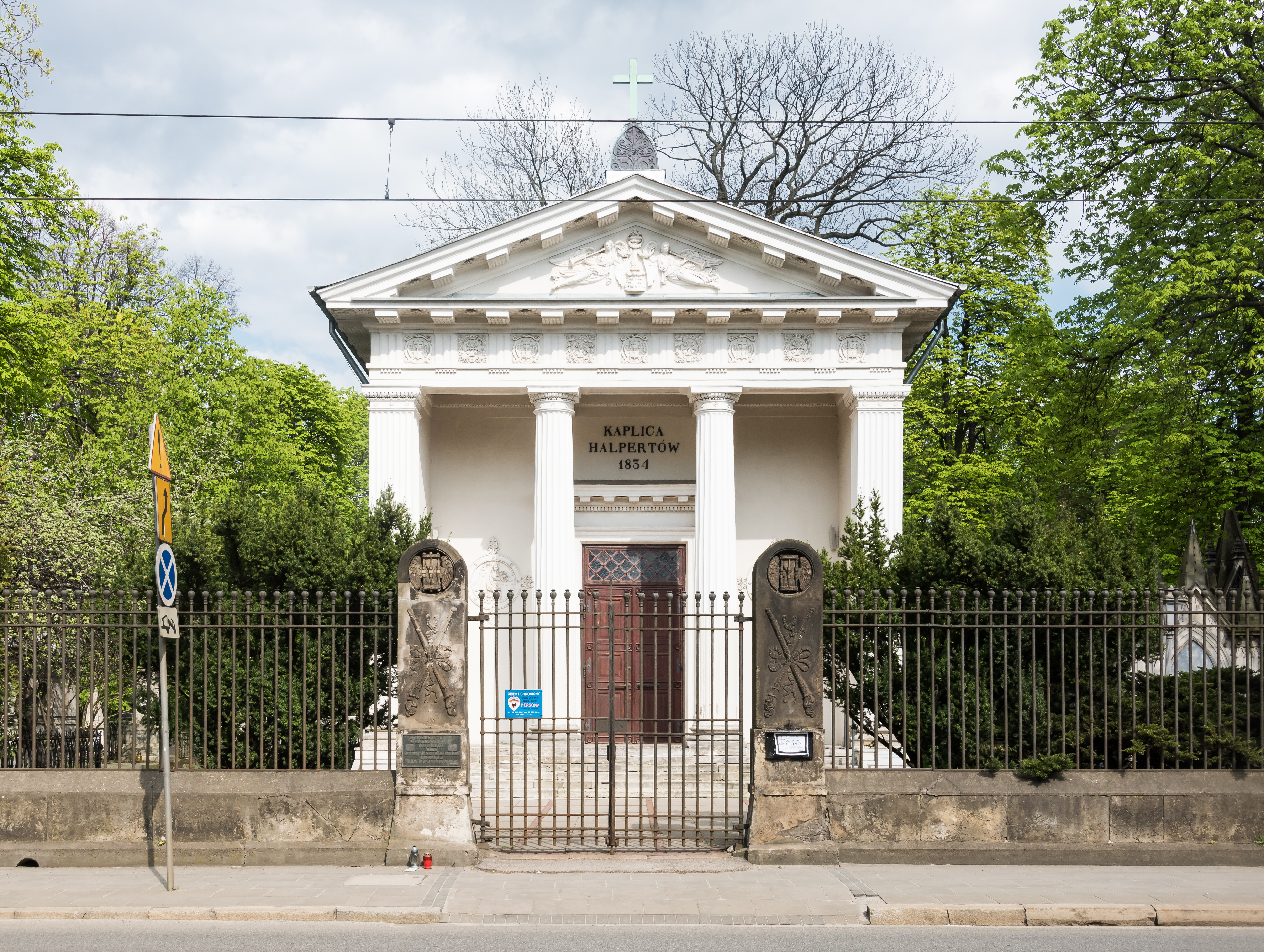
Kaplica Halpertów na cmentarzu ewangelicko-augsburskim w Warszawie, w której został pochowany Salomon Halpert

Salomon Halpert (ur. w 1773, zm. 27 marca 1832 w Warszawie) – polski przedsiębiorca i bankier żydowskiego pochodzenia.

## Życiorys
Urodził się w żydowskiej rodzinie pochodzącej z Rosji, prawdopodobnie z Krymu. O jego rodzicach nic nie wiadomo. Dokonał konwersji na chrześcijaństwo.
Był dzierżawcą monopolu tytoniowego w Królestwie Polskim. Rozpoczął także działalność w bankowości, w której również odnosił sukcesy. Był hojnym donatorem szpitali.
Był dwukrotnie żonaty, po raz pierwszy z Anną Günzburg, a po raz drugi z Marią Słucką (zm. 1832). Z pierwszego małżeństwa miał czworo dzieci: Zofię (1803–1839), Borysa (1805–1861, urzędnika), Ludwika (1806–1880, bankiera) i Annę (1811–1835). Z drugiego małżeństwa miał sześcioro dzieci: Aleksandra (ur. 1817, urzędnika), Olgę (ur. 1821), Konstantego (1822–1854), Mikołaja (1823–1884), Władysława Włodzimierza (1824–1869) i Elżbietę (ur. 1828).
Został pochowany w mauzoleum rodzinnym − kaplicy Halpertów − na cmentarzu ewangelicko-augsburskim w Warszawie.